# Sylvia Beach

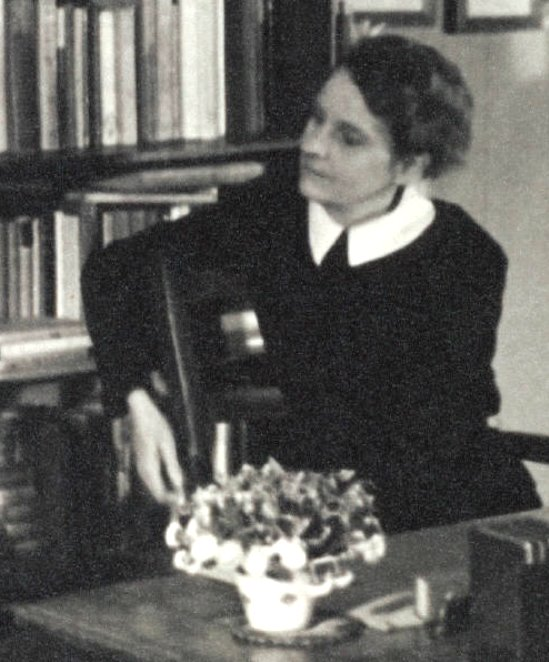
Sylvia Beach in ihrer Buchhandlung, 1920

Sylvia Beach (eigentlich Nancy Woodbridge Beach; 14. März 1887 in Baltimore, Maryland – 5. Oktober 1962 in Paris) war als Buchhändlerin und Verlegerin eine zentrale Gestalt der Pariser Literaturszene zwischen dem Ersten und dem Zweiten Weltkrieg.

## Leben

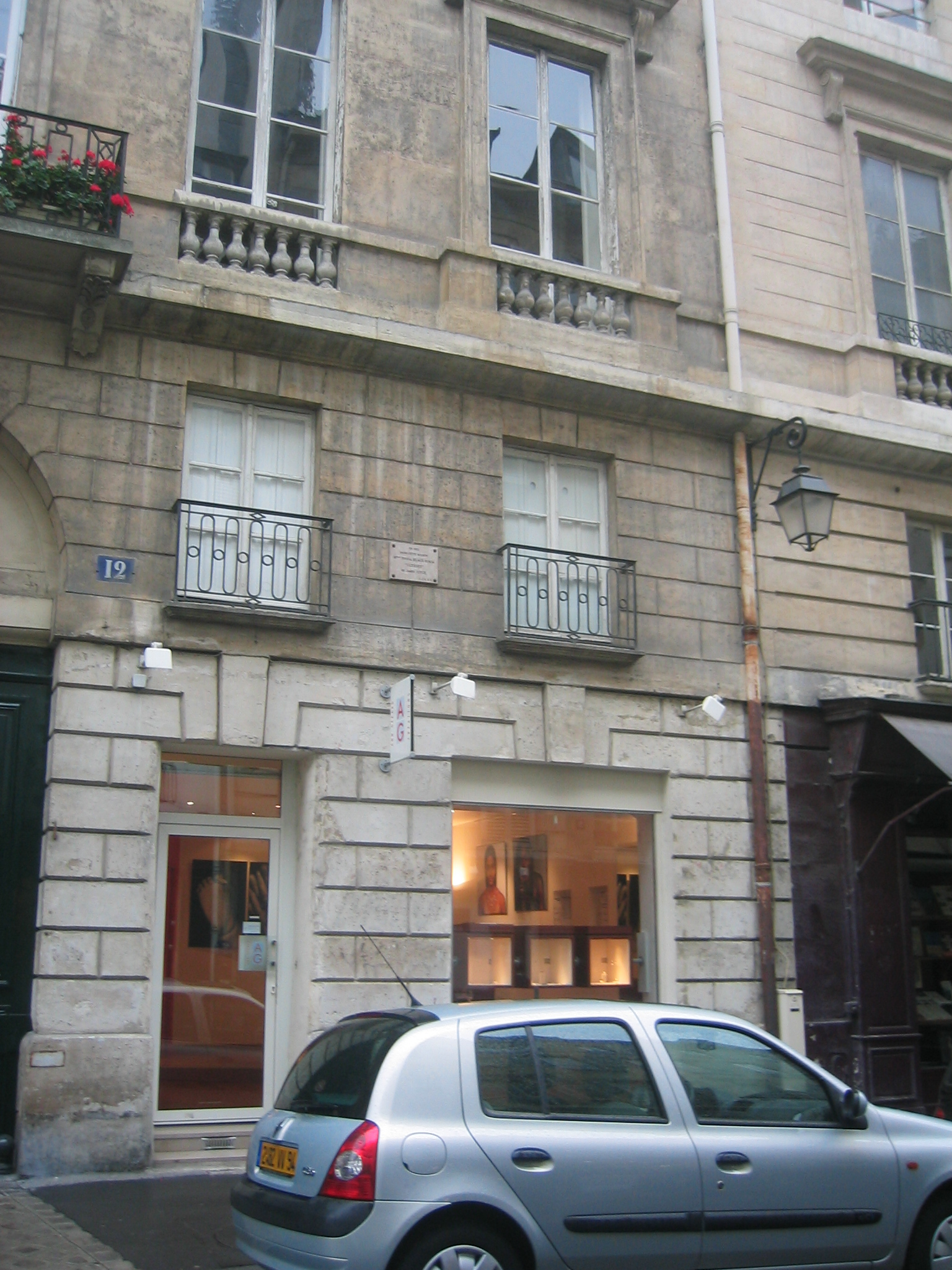
12, Rue de l’Odéon im Jahr 2004

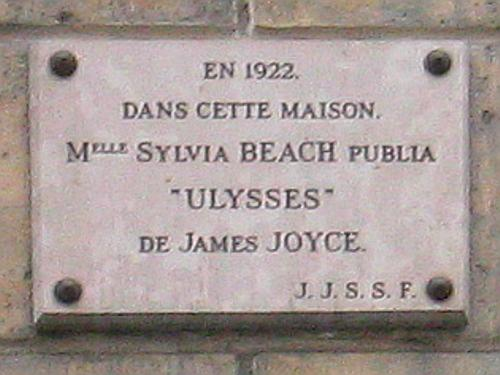
Erinnerungstafel in der Rue de l’Odéon

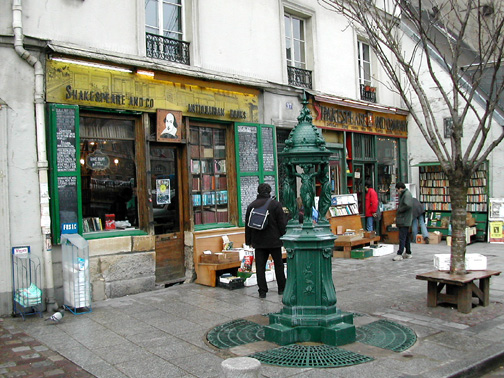
Shakespeare and Company, Paris, Rue de la Bûcherie Nr. 37, 2004

Beach wurde als Tochter des presbyterianischen Pfarrers Sylvester Woodbridge Beach und seiner Frau Eleanor Orbison geboren. 1901 zog die Familie aus beruflichen Gründen nach Paris. Beach fühlte sich in Paris wohl und lebte deshalb seit 1916 dauerhaft dort, nachdem sie im Ersten Weltkrieg als Krankenschwester für das Rote Kreuz in Serbien gearbeitet hatte.
Sylvia Beach eröffnete im November 1919 die erste englischsprachige Leihbücherei und Buchhandlung in Paris, Shakespeare and Company, zunächst in der Rue Dupuytren Nr. 8. Schnell wurde die Buchhandlung zum Treffpunkt besonders für Amerikaner. 1921 zog das Geschäft um in die Rue de l’Odéon Nr. 12, gegenüber der französischen Buchhandlung ihrer Lebensgefährtin Adrienne Monnier.
Beach und Monnier waren mit vielen Größen der Pariser Literatur- und Kunstszene bekannt, u. a. D. H. Lawrence, Ernest Hemingway, Ezra Pound, T. S. Eliot, Francis Fergusson, Valery Larbaud, Thornton Wilder, André Gide, Léon-Paul Fargue, George Antheil, Robert McAlmon, Gertrude Stein, Stephen Vincent Benét, Aleister Crowley, John Quinn, Berenice Abbott, Gisèle Freund und Man Ray.
Berühmt wurde Sylvia Beach, als sie 1922 James Joyce’ Roman Ulysses veröffentlichte, nachdem der Autor erfolglos versucht hatte, das Buch in einem englischsprachigen Land zu publizieren. Virginia und Leonard Woolf war das unvollendete Manuskript im April 1918 zur Veröffentlichung in ihrem Verlag Hogarth Press angeboten worden. Sie lehnten die ersten schon  vorliegenden Kapitel wegen des zu großen Umfangs für Handsatz ab und fanden auch keinen anderen Drucker aufgrund des obszön anmutenden Inhalts.
Während der Weltwirtschaftskrise in den 1930er Jahren geriet die Buchhandlung in wirtschaftliche Schwierigkeiten und überlebte nur dank der Freigiebigkeit ihres Freundeskreises. Während des Zweiten Weltkriegs wurde Sylvia Beach interniert. 1944 wurde das Geschäft symbolisch von Ernest Hemingway persönlich befreit, eröffnete jedoch nicht wieder. Die 1951 von dem US-Amerikaner George Whitman eröffnete Pariser Buchhandlung Le Mistral an anderer Stelle (Rue de la Bûcherie Nr. 37) trägt allerdings seit 1964 zu Beachs Ehren den Namen Shakespeare & Company.
1956 schrieb Beach ihre Erinnerungen an die Jahre zwischen den Kriegen unter dem Titel Shakespeare and Company nieder. Das Buch enthält viele Details zum kulturellen Leben in Paris zu dieser Zeit.
Beach lebte bis zu ihrem Tod in Paris. Sie ist in Princeton, New Jersey, begraben.

## Bedeutung
„Sylvia war wie eine Biene, die für die Bestäubung zwischen den Schriftstellern sorgte. James Joyce, T.S. Eliot, Hemingway, Scott Fitzgerald und viele andere kamen nicht nur zu freundschaftlichen Zusammenkünften in die Buchhandlung Shakespeare and Company. Ich zum Beispiel weiß, was ich Scott Fitzgerald schulde. Doch was viele andere Schriftsteller einander schuldeten, bleibt Sylvias Geheimnis.“

## Werke
- Shakespeare and Company. Ein Buchladen in Paris („Shakespeare & Company“). 6. Aufl. Suhrkamp, Frankfurt/M. 1996, ISBN 3-518-37323-4 (früherer Titel Treffpunkt – ein Buchladen in Paris). .
- Keri Walsh (Hrsg.): The letters of Sylvia Beach. University Press, New York 2010, ISBN 978-0-231-14536-7.